# Where Is the Love?
Singles de The Black Eyed Peas
Request + Line
(2001) Shut Up
(2003)
Where Is the Love? est une chanson du groupe The Black Eyed Peas, où apparait Justin Timberlake. La chanson extraite de leur troisième album studio Elephunk est sortie en tant que premier single de l'album le 16 juin 2003. Elle a été écrite par William Adams, Jaime Gomez, Allan Pineda, Justin Randall Timberlake, Printz Board, Michael Fratantuno, George Pajon Jr., J. Curtis et produite par will.i.am, Ron Fair.
U2 a repris cette chanson avec les Black Eyed Peas au madison square le 30 octobre 2009.
Elle est reprise en 2016 par le groupe avec beaucoup de personnalités pour rendre hommages aux derniers événements tragiques. La chanson est une nouvelle version remixée et plus rythmée. Elle s'intitule #Wheresthelove.

## Classements hebdomadaires
| Classement (2003)                       | Meilleure position |
| --------------------------------------- | ------------------ |
| Allemagne (Media Control AG)            | 1                  |
| Australie (ARIA)                        | 1                  |
| Autriche (Ö3 Austria Top 40)            | 1                  |
| Belgique (Flandre Ultratop 50 Singles)  | 1                  |
| Belgique (Wallonie Ultratop 50 Singles) | 19                 |
| Canada (Hot 100)                        | 5                  |
| Danemark (Tracklisten)                  | 1                  |
| États-Unis (Hot 100)                    | 8                  |
| États-Unis (Pop Airplay)                | 1                  |
| États-Unis (Dance Club Songs)           | 17                 |
| Europe (Hot 100)                        | 1                  |
| France (SNEP)                           | 16                 |
| Hongrie (Single Top 40)                 | 3                  |
| Irlande (IRMA)                          | 1                  |
| Italie (FIMI)                           | 3                  |
| Pays-Bas (Nederlandse Top 40)           | 1                  |
| Pays-Bas (Single Top 100)               | 1                  |
| Nouvelle-Zélande (RMNZ)                 | 1                  |
| Norvège (VG-lista)                      | 1                  |
| Roumanie (Romanian Top 100)             | 1                  |
| Royaume-Uni (UK Singles Chart)          | 1                  |
| Royaume-Uni (UK R&B Chart)              | 1                  |
| Suède (Sverigetopplistan)               | 1                  |
| Suisse (Schweizer Hitparade)            | 1                  |